# Phaonia orientalis
Phaonia orientalis är en tvåvingeart som beskrevs av Xue, Song och Chen 2002. Phaonia orientalis ingår i släktet Phaonia och familjen husflugor.
Artens utbredningsområde är Jilin (Kina). Inga underarter finns listade i Catalogue of Life.